# Yoni Buyens
Pour les articles homonymes, voir Buyens.
Yoni Buyens, né le 10 mars 1988 à Duffel, était  un joueur de football belge. Il évoluait au poste de milieu de terrain et a fini sa carrière au KVV Zepperen-Brustem.

## Carrière
Yoni Buyens joue au K Lierse SK avant de rejoindre le club rival du KV Malines en 2009. Buyens se dirige ensuite vers Standard de Liège où il fera les beaux jours du club principautaire de juillet 2011 à juillet 2014, avant de s'envoler pour Charlton pour un montant avoisinant les deux millions d'euros. 
Après un bref retour au Standard de Liège, Buyens jouera successivement pour le compte de Genk, Westerlo et enfin le Lierse, son club formateur.
Il participe au tour préliminaire de la Ligue des champions 2011-2012 avec le Standard de Liège. Il y joue les deux matchs contre le FC Zurich.
C'est un milieu de terrain très combatif, porté vers l'avant mais qui, malgré un déficit technique et une vista assez faible, sait aussi bien défendre.